# Doh (település)
Doh (románul Doh) falu Romániában, Szilágy megyében.

## Fekvése
Szilágysomlyótól északra, Zálnok, Szilágydomoszló, Krasznahídvég és Kárásztelek közt fekvő település.

## Nevének eredete
Doh nevét ószláv személynévnek tartják.

## Története
Doh nevét az oklevelek 1338-ban említették először Doh néven, mint Kaloztelek és Adorjántelek közt fekvő helyet egy perrel kapcsolatban a váradi káptalan által Gál országbíró előtt folyt Kopasz Dezső és testvérei László, György, János és Miklós ellen. 
1459-ben Csomafái Pál birtoka volt, aki azt elzálogosította Kémeri Andrásnak. 1532-ben Kémeri János  utódai itteni birtokrészeiket Somlyói Báthory István erdélyi fejedelemnek adták el, később fiait Istvánt, Andrást és Kristófot is beiktatták a birtokba. 1609-ben Dobbtelke (Dohtelke) néven írták nevét. 1717-ben Szamosújlaki Rácz Jánosnak is volt itt puszta telke. 1795-ben Doh a tasnádi uradalomhoz tartozott, és mint Rákóczi birtokot a kincstár magának tartotta meg. 1733-ban 17 román család lakta a települést, 1750-ben 178 görögkatolikus lakosa volt. 1890-ben 517 magyar, 21 román, 480 egyéb nyelvű lakosából 2 római katolikus, 493 görögkatolikus, 8 református, 14 izraelita. A házak száma 113. Doh a trianoni békeszerződés előtt Szilágy vármegye Szilágysomlyói járásához tartozott.

## Nevezetességek
- Görögkatolikus kőtemploma 1823-ban épült. Anyakönyvet 1823-tól vezetnek.